# Кініод II
Кініод II (*Ciniod II, д/н — бл.843) — король піктів у 842—843 роках.

## Життєпис
Другий син короля Вурада I. Про нього відомо замало. Після смерті батька у 842 році новим королем став брат Кініода — Бруде VI. Втім, невдовзі влаштував змову разом з братом Друстом, внаслідок чого Бруде VI повалено, а Кініод став новим королем. Це викликало розгардіяш у державі, з яким король Кініод II не зміг упоратися.
843 року його було повалено Бруде VII. В справу також втрутився Кеннет I. Доля Кініода II невідома.